# Срібняк Ігор Володимирович
Ігор Володимирович Срібняк (15 вересня 1963, Мелітополь, Запорізька область) — український історик. Доктор філософії Українського вільного університету (1996), доктор історичних наук (2000), професор (2002). З 2013 року — завідувач кафедри всесвітньої історії Історико-філософського факультету Київського столичного університету імені Бориса Грінченка. Заслужений діяч науки і техніки України (2015). Лауреат Нагороди імені Івана Виговського, Польща (2017—2018).

## Біографія
Народився 15 вересня 1963 в місті Мелітополь (тоді — Запорізька область УРСР). Закінчив середню школу № 22 Мелітополя (1980). Випускник історичного факультету (1990, відзнака за навчання) та аспірантури Київського державного університету імені Тараса Шевченка (1994).

### Наукова кар'єра
У червні 1995 р. Ігор Срібняк захистив дисертацію кандидата історичних наук на тему «Військова діяльність Уряду УНР в екзилі (1921—1924 рр.)» (Київський університет імені Тараса Шевченка). У серпні 1996 р. — дисертацію доктора філософії на тему «Полонені вояки-українці в Німеччині та Австро-Угорщині та формування українських військових частин в часі Першої світової війни» (Український вільний університет, Мюнхен). У жовтні 2000 р. захистив дисертацію доктора історичних наук на тему «Полонені та інтерновані вояки-українці в Європі (1914—1924 рр.)» (Інститут української археографії та джерелознавства імені М. С. Грушевського НАН України).
Сфери наукового інтересу — історія Азії і Африки; історія Греції, Італії, Османської імперії, України; історія української та зарубіжної журналістики й періодики у XVII—XX століттях; історія української політичної еміграції міжвоєнної доби; таборове повсякдення полонених та інтернованих українських вояків у країнах Центральної та Східної Європи (1914—1925 роки).
З 1999 р. Ігор Срібняк проводив спільні наукові дослідження з викладачами Інституту історії та архівістики Університету Миколая Коперника (Торунь, Польща), наслідком чого стала публікація кількох статей та брошур, присвячених таборовому повсякденню полонених й інтернованих українських вояків.
У 2002 р. разом із професором Університету Миколая Коперника Збіґнєвом Карпусем Ігор Срібняк заснував польсько-український науковий журнал «Nad Wisłą і Dnieprem. Polska і Ukraina w przestrzeni europejskiej — przeszłość і teraźniejszość» («Над Віслою і Дніпром. Польща і Україна в європейській перспективі: історія та сучасність»). Станом на сьогодні вийшло чотири його номери і один спецвипуск.
Ігор Срібняк є головним редактором міждисциплінарного наукового журналу «Українська орієнталістика» (видається з 2006, до сьогодні вийшло 8 його номерів, № 7—8 (2013—2014) — спільно з Університетом Ланчжоу, Китайська Народна Республіка.
Срібняк організував та очолював (до травня 2015) Науково-дослідний центр орієнталістики імені Омеляна Пріцака Національного університету «Києво-Могилянська академія». Був одним з ініціаторів заснування в НаУКМА магістерської програми «Юдаїка».
Входить до складу редколегій українських наукових журналів «Емінак», «Схід», «Київські історичні студії», «Архіви України», «Проблеми всесвітньої історії», «Інтермарум: історія, політика, культура», «Вісник Маріупольського державного університету» (Серія: «Історія, політологія»), «Етнічна історія народів Європи» та наукових рад польських академічних журналів «Spheres of Culture» (Університет Марії Кюрі-Склодовської в Любліні), «Studia z Dziejów Polskiej Historiografii Wojskowej» (Університет імені Адама Міцкевича у Познані), «Czasopismo Zakładu Narodowego imienia Ossolińskich» (Національний інститут імені Оссолінських у Вроцлаві), «Historia i Polityka» (Університет Миколая Коперніка в Торуні), «Facta Simonidis», «Rocznik Grudziądzki».
З 2014 р. обіймає посаду провідного наукового співробітника відділу теорії і методології всесвітньої історії ДУ «Інститут всесвітньої історії НАН України» (за сумісництвом).

### Викладацька діяльність
Після здобуття вищої освіти Ігор Срібняк працював викладачем кафедри політології та соціології Мелітопольського інституту механізації сільського господарства (1990—1991; сьогодні — Таврійський державний агротехнологічний університет). Згодом став викладачем історії Міжнародного Соломонового університету за сумісництвом (Київ, 1991—1999); старшим викладачем, доцентом, професором кафедри історії України та зарубіжних країн Київського національного лінгвістичного університету (1995—2009, останні три роки — директором Інституту східних мов згадуваного університету).
У 2001—2012 Срібняк працював професором Могилянської школи журналістики, з 2009 по 2011 — головним науковим співробітником НаУКМА. Професор історії в Київському столичному університеті імені Бориса Грінченка (2012—2013), з 2013 і дотепер — завідувач кафедри всесвітньої історії факультету суспільно-гуманітарних наук цього університету. 

## Нагороди
- Знак «Відмінник освіти України» (2001)
- Подяка Київського міського голови (2003);
- Почесна грамота Київського міського голови (2008);
- Знак Міністерства освіти і науки України «За наукові досягнення» (двічі: 2006, 2009);
- Почесне звання «Заслужений діяч науки і техніки України» (2015)[5];
- Лауреат Нагороди імені Івана Виговського (Студіум Східної Європи, Варшавський університет, під почесним патронатом Президента Польщі, 2017)[6].